# Cnaeus Domitius Calvinus
Cnaeus Domitius Calvinus (Kr. e. 1. század) római politikus, az előkelő, plebeius származású Domitia gens Calvinus-ágához tartozott. Apját és nagyapját Marcusnak hívták, de életük és tetteik nem ismeretesek.

## Karrierjének korai szakasza
Cnaeus először Kr. e. 62-ből ismert, amikor is Lucius Valerius Flaccus legatusa volt Asia provinciában. Kr. e. 59-ben néptribunus lett, ilyen minőségben pedig mindent megtett, hogy Marcus Bibulus consult támogassa annak kollégája, Caius Iulius Caesar és a Caesar által bábként mozgatott Publius Vatinius tribunus ellen. Kr. e. 56-ban Calvinus praetori évét töltötte, és elnökölt a Lucius Calpurnius Bestia ellen ambitus vádjával, illetve a Marcus Caelius ellen Clodia megmérgezésének kísérlete vádjával folytatott perben.

## Calvinus consulsága
Kr. e. 54-ben Calvinus consulnak jelöltette magát, és hallatlan mértékű csalásokat követett el. Társával, Caius Memmiusszal közösen még a hivatalban levő consulokat is megvesztegették azzal, hogy gazdag tartományokat ígértek nekik a támogatás fejében. Amennyiben a provinciák megszerzése nem sikerült volna, úgy pénzbeli kárpótlást ígértek. Memmius később maga fedte fel a bűntettet, azonban intrikákkal sikerült megakadályozni Calvinus felelősségre vonását. A kedvezőtlen jósjelek is késleltették a consulok megválasztását. Októberben már úgy tűnt, hogy mind a négy jelöltet bíróság elé fogják állítani, azonban a Cnaeus Pompeius Magnus által előidézett kilenc hónapos interregnum ezt megakadályozta.
Calvinus Pompeius kegyeibe férkőzött azáltal, hogy támogatta Aulus Gabinius felmentését, így végül elnyerte a consuli hivatalt. Társa Marcus Valerius Messala lett. Kr. e. 53-as consuli évük azonban nem termett számukra sok babért: Publius Clodius Pulcher, Milo, Plautius Hyspaeus és Quintus Metellus Scipio hasonlóan korrupt választási hadjárata során képtelenek voltak a következő évre kinevezni utódaikat. Az általuk kiharcolt senatusi határozat sem járt a kívánt hatással, pedig ötéves várakozási időt rendelt el a consuli vagy praetori hivatal betöltését követően, mielőtt valaki helytartónak mehetett volna egy provinciába. Egy gyűlésen meg is dobálták a két consult kövekkel, és Calvinus megsérült.

## Caesar oldalán
Calvinus egy időre eltűnik a szemünk elől, majd Kr. e. 49-ben bukkan fel ismét, immár Caesar oldalán. Az africai hadműveletekben vett részt Curio lovasságának parancsnokaként. A bagradasi csatavesztés után javasolta Curiónak, hogy meneküljön, és megígérte, hogy nem hagyja cserben. A következő évben, Kr. e. 48-ban a Balkánon vezetett két legiót Metellus Scipio ellen, és bár Caesar szerint nagyobb ütközetekre nem került sor, Appianosz és Cassius Dio megemlíti, hogy benyomult Thesszáliába, és több várost meghódított.
Miután Pompeius bekerítési törekvéseit meghiúsítva egyesítette erőit Caesarral, a pharszaloszi csatában Calvinus a középső arcvonal parancsnoka volt, ahol Scipióval került szembe. A következő évben Caesar Asia és a környező vidék vezetésével bízta meg, és amíg a dictator Egyiptomban tartózkodott, Calvinus összetűzésbe került VI. Mithridatész pontoszi király fiával, Pharnakésszal. Nikopolisznál súlyos vereséget szenvedett, maroknyi emberével alig tudott elmenekülni. A megérkező Caesar a zelai ütközetben szétverte Pharnakész seregét. A háború befejezése Calvinusra hárult, aki átvette az ellenféltől Szinope városát.
Kr. e. 46-ban Africában harcolt: Thisdránál ostromzár alá vette Considiust. Kr. e. 45-ben jelen volt azon a római ülésen, ahol Cicero megvédte Deiotarus királyt. A következő évben ő váltotta volna Marcus Aemilius Lepidust a magister equitumi (dictatorhelyettesi) rangban, azonban a március 15-én elkövetett merénylet miatt erre már nem került sor.

## A caesarianus pártban
Calvinus Octavianust és Marcus Antoniust támogatta a republikánusok elleni küzdelem során. Feladata az volt, hogy utánpótlást szállítson Brundisiumból Illyricumba, azonban a Jón-tengeren átkelve Cnaeus Domitius Ahenobarbus (Kr. e. 32) és Lucius Statius Murcus megtámadta a flottáját. Hajói zöme elpusztult az ütközetben, és ő maga is alig tudott visszamenekülni Brundisiumba.
Kr. e. 40-ben ismét consul lett, azonban idő előtt le kellett mondania, hogy más is betölthesse a tisztséget. Kr. e. 39-ben Hispania területén harcolt proconsuli rangban a fellázadt ceretanusok ellen. A hadjárat során a legnagyobb szigorral viseltetett katonái irányában, és könnyedén győzelmet aratott az ibérek ellen. Úgy tűnik, a hadjárat több évet vett igénybe, mivel csak Kr. e. 36-ban tartotta meg triumphusát. Ezután már nem hallunk többet sem róla, sem családjáról.